# Strepenbach
Der Strepenbach entspringt im Hohen Fläming unmittelbar beim zu Buckautal gehörenden Dorf Steinberg. Er entwässert nach Norden zur Buckau und über diese zur Havel. Er läuft der Buckau von rechts zu.

## Verlauf
Das knapp dreieinhalb Kilometer lange, über weite Strecken naturbelassene Flämingfließ entspringt unmittelbar in den nördlichen Ausläufern des Hohen Flämings bei Steinberg. Er fließt der Buckau zunächst in nordöstlicher Richtung zu. Nach kurzem Lauf unterquert der Bach die Bundesautobahn 2 und durchfließt ein mooriges Feuchtgebiet. Nach etwa zwei Kilometern fließt der Strepenbach durch das zu Ziesar gehörende Dorf Glienecke, wo er nach Nordwesten umschwenkt. Nach weiteren anderthalb Kilometern mündet er in die Buckau ein. Unmittelbar vor der Mündung nimmt der Strepenbach seinen fast doppelt so langen und wesentlich mehr Wasser führenden Nebenfluss Litzenbach auf.

## Schutzgebiete
Im Verlauf durchfließt der Strepenbach drei Schutzgebiete. Die Quelle liegt im Naturpark Hoher Fläming und im Landschaftsschutzgebiet Hoher Fläming – Belziger Landschaftswiesen. Das Mündungsgebiet befindet sich im FFH-Gebiet Buckau und Nebenfließe.